# Прянишников, Фёдор Иванович
Фёдор Иванович Прянишников (1793, Пермь — 1867, Санкт-Петербург) — видный русский государственный и общественный деятель, почт-директор. Коллекционер и библиофил, благотворитель, покровитель искусств и меценат, помещик.

## Биография
Сын писателя, действительного статского советника И. Д. Прянишникова и француженки, в российском подданстве — Марии Ивановны. Внук Д. И. Прянишникова. Родился в Перми 2 (13) февраля 1793 года. Младший брат военного деятеля, генерал-лейтенанта О. И. Прянишникова. В 1844 году род Ф. И. Прянишникова, по гражданским заслугам, был внесён в 3-ю часть Дворянской родословной книги Московской губернии, в 1857 году перенесён в 3-ю часть Дворянской родословной книги Владимирской губернии.
По вероисповеданию Прянишников был православным. Воспитывался в Благородном пансионе при Московском университете, вместе с П. Я. Чаадаевым.Однако, курса, по неизвестной причине, не окончил. В 1826 сдал экзамены в С.-Петербургском у-те на получение аттестата для подтверждения присвоенного классного чина.

### Начало службы
С 29 мая 1804 года Ф. Прянишников был определён на службу канцеляристом в канцелярию Государственного казначейства. С 31 декабря 1804 произведён в сенатские регистраторы; с 31 декабря 1807 — губернский секретарь; с 29 декабря 1809, по прошению, уволен от службы.
В феврале 1810 определён на службу в Государственную экспедицию для ревизии счетов. В сентябре 1811, по прошению, уволен от службы. В том же месяце определён в канцелярию министра финансов. С 31 декабря 1812 — коллежский секретарь. В феврале 1814 переведён в Департамент разных податей и сборов, с оставлением при канцелярии министра. С 16 января 1815 — титулярный советник. С 15 мая 1815 — помощник столоначальника. В январе 1816 уволен из канцелярии министра финансов, с оставлением в департаменте. С 16 января 1819 — коллежский асессор. Производство в чин произошло только в 1826 году, после того, как Прянишников получил аттестат о высшем образовании от С.-Петербургского университета.
В мае 1819, по прошению, уволен от службы. В том же месяце определён в Департамент народного просвещения, чиновником для особых поручений. С 16 января 1824 — надворный советник.

### Служба в почтовом ведомстве
16 мая 1824 года был переведен в Особенную канцелярию при главноначальствующем над Почтовым департаментом.
В 1826 году был командирован для производства дел по прошениям, принесённым императору во время коронационных торжеств в Москве.
Почта требовала преобразований, и Николай I приказал командировать в Великобританию способного чиновника для знакомства с её почтовыми учреждениями. Прянишников знал английский язык и был командирован с мая 1827 по июнь 1828 для сбора сведений о порядке почтового делопроизводства и устройстве почтовой части.
В феврале 1829 года стал коллежским советником. Назначен членом Комитета о преобразовании почтовой части. В августе 1830 произведён в статские советники. 1 января 1831 года назначен помощником петербургского почт-директора. В апреле 1834 произведён в действительные статские советники. В ноябре 1835 назначен петербургским почт-директором.
С октября 1839 — член Комитета для начертания нового положения почтовой гоньбы на тракте между столицами. В 1840 был в командировке в Москве с особым поручением «главноначальствовать над почтовой частью».
В апреле 1841 года стал тайным советником. С декабря 1841 — директор Почтового департамента, в оставлением в прежней должности. В 1842—1847, 1849—1853 годах исполнял дела главноначальствующего над Почтовым департаментом, в отсутствие В. Ф. Адлерберга.
В 1843—1846 был членом от почтового ведомства во второстепенном эмерительном комитете и составил проект нового устройства почтового дела в Царстве Польском для присоединения его почтовой части к почтовой администрации России. В 1846 был уполномоченным при составлении и заключении почтовых конвенций со Швецией. В 1847 обозревал главные почтовые тракты. В 1852—1853 был членом от Главного управления почт в Особом комитете для рассмотрения существующей контрольной системы.
В 1854—1857 — член Государственного Совета, по Департаменту гражданских и духовных дел и Департаменту дел Царства Польского.
В августе 1856 произведён в действительные тайные советники. С января 1857 назначен главноначальствующим над Почтовым департаментом и членом Комитета министров, с оставлением в прочих занимаемых должностях.
Заслуги Ф. И. Прянишникова в развитии российской почты:
- повсеместно в России ввёл одинаковую плату за письма и одинаковый счёт;
- для облегчения почтовых сношений составил и заключил почтовые конвенции с Австрией и Пруссией (1843), Швецией (1846), Грецией (1848);
- для удобства частных переездов учредил почтовые кареты (1839);
- устроил срочное почтовое пароходство между Кронштадтом и Штетином (1845);
- учредил городские почты в столицах;
- учредил выписку из-за границы газет и журналов за умеренную цену;
- построил новые почтовые здания;
- преобразовал внутреннее устройство почтамтов.

### Государственно-общественная деятельность
С 1841 — член Императорского Вольного экономического общества.
В 1844—1866 — член (в 1846—1847 — старшина) Петербургского Английского собрания.
C декабря 1851 — действительный член Императорского Русского географического общества.
В феврале 1853 назначен членом Комитета о построении Исаакиевского собора, по искусственной части. Состоял в той должности до сентября 1858.
В октябре 1856 Александр II назначил Ф. И. Прянишникова почётным опекуном С.-Петербургского присутствия Опекунского совета Императорского Воспитательного дома и членом Главного совета женских учебных заведений.
С 20 октября 1856 по 9 февраля 1858 — управляющий Николаевским сиротским институтом и Александровским сиротским домом в С.-Петербурге.
С 5 октября 1856 по 5 февраля 1866 — председатель комитета С.-Петербургской глазной лечебницы.
Один из разработчиков и авторов устава и штата с.-петербургских училищ для приходящих девиц Ведомства учреждений императрицы Марии; положения и штата учебного комитета, состоящего при IV отделении Собственной Его Императорского Величества канцелярии.

### Благотворительность
С ноября 1833 избран почётным членом совета Человеколюбивого общества, в феврале 1834 — действительным членом его совета, и в 1835, 1837, 1839 и 1840 исполнял дела помощника главного попечителя совета Общества.
С 1846 — член совета Общества посещения бедных в С.-Петербурге, в 1849—1852 исполнял дела попечителя Общества, в отсутствие герцога Максимилиана Лейхтенбергского.
Был известен покровительством искусств, в особенности художников. C 1838 — почётный вольный общник, а с 13 ноября 1845 — почётный любитель Академии художеств. С 23 июля 1840 избран вице-председателем Общества поощрения художников. В 1843 избран членом совета Московского художественного общества. Как вице-председатель Общества поощрения художников и член Московского художественного общества, Ф. И. Прянишников поддерживал художников материально, вследствие чего собрал большую картинную галерею, приобретённую у него Александром II и подаренную художественному отделению Московского публичного и Румянцевского музеев (впоследствии вошла в состав Третьяковской галереи).
С 8 октября 1853 — почётный член Императорской Публичной библиотеки. Ф. И. Прянишников передал в Императорскую Публичную библиотеку рукописи басен И. А. Крылова, церковнославянскую Библию 1780 г. (принадлежавшую одной из масонских лож), автограф духовного завещания прусского короля Фридриха Вильгельма III, портрет Н. И. Новикова и др.
Будучи библиофилом, пожертвовал 2000 томов по истории в библиотеку Новороссийского университета, ряд изданий — в московский Румянцевский музей, Карамзинскую библиотеку в Симбирске, библиотеку им. Жуковского в Белёве, читальню публичной библиотеки в Белграде.
Финансово помог молодому Илье Репину поступить в Академию художеств.

### Масонство
Прянишников был членом нескольких лож Великой ложи Астрея. С 1813 года был членом ложи «Умирающий сфинкс» в Петербурге, с 1815 года был обрядоначальником ложи, с 1816 года — секретарём, с 1820 года — оратором. С 1817 года был членом ложи «Елизавета к добродетели». С 1819 года входил в ложу «Вифлеем», с 1820 года был её секретарём. Кроме масонских лож, в 1820-х — член и помощник секретаря Российского библейского общества.
Умер 28 апреля (10 мая) 1867 года. Был похоронен на Новодевичьем кладбище в Петербурге.

## Произведения
Ф. И. Прянишников оставил сочинения:
- Ветхий Завет в картинах [А. А. Агина]. — СПб., 1846. (совместно с А. П. Сапожниковым)
- Письменные сношения в России в 1848 году // Сборник статистических сведений о России. — СПб., 1851. — Т. 1.

## Награды
- Бриллиантовый перстень (1823, 1826)
- Орден Святой Анны 3 степени (1824)
- Орден Святого Владимира 4 степени (1825)
- Орден Святой Анны 2 степени (1827)
- Орден Святого Владимира 3 степени (1828)
- Знаки отличия беспорочной службы за XV, XX, XXV, XXX, XXXV, XL, XLV и L лет (1828, 1829, 1834, 1839, 1843, 1848, 1853, 1859)
- Орден Святого Станислава 1 степени (1837)
- Прусский Орден Красного орла 2 степени со звездой (1838) — за улучшение российско-прусских почтовых сношений; алмазные знаки к нему (1839)
- Орден Святой Анны 1 степени (1839)
- Орден Святого Владимира 2 степени (1843)
- Австрийский Орден Железной короны I класса (1843) — за заключение российско-австрийской почтовой конвенции
- Орден Красного орла 1 степени (1843)
- Табакерка с портретом и алмазами от прусского короля (1845) — за устройство почтового пароходства между Кронштадтом и Штеттином
- орден Белого орла (1846)
- Шведский Орден Полярной звезды 1 степени (1846)
- Греческий Орден Спасителя 1 степени (1848)
- Табакерка с алмазами и вензелем от австрийского императора (1849)
- Орден Святого Александра Невского (1851),
- Табакерка с портретом и алмазами от прусского короля (1852)
- Алмазные знаки к ордену Красного орла 1 степени (1854)
- Алмазные знаки к ордену Святого Александра Невского (1859)
- Орден Святого Владимира 1 степени (1863).

## Семья
С.-Петербургский домовладелец. Совместно с женой, в течение службы владел несколькими домами в С.-Петербурге. Последний из них находился в 1-м квартале Московской части, по Троицкому переулку, д. № 6. Кроме того, имел служебную квартиру в здании С.-Петербургского почтамта. Меленковский Владимирской губ., бронницкий и подольский Московской губ. помещик.
С 13 ноября 1818 был женат на 15-летней девице, урожден. баронессе Вере Александровне фон Леонрод (1803 — 24.04.1872), воспитаннице известной переводчицы, писательницы и поэтессы XVIII—XIX вв. Александры Петровны Хвостовой, урождённой Херасковой. Брак был бездетен. Однако, супруги воспитывали девицу Марию Гут, а также племянниц Прянишникова. Наследниками Ф. И. Прянишникова, согласно завещанию, были утверждены:
- супруга — действительная тайная советница Вера Александровна;
- родной племянник — действительный статский советник Николай Михайлович Кудрявцев (05.08.1818 — ?), он много лет служил цензором С.-Петербургского почтамта, то есть под начальством родного дяди — Ф. И. Прянишникова; по прошению, уволен от должности цензора с 22.11.1874. Одновременно со службой цензором занимал должность секретаря Экспедиции церемониальных дел при особой канцелярии М-ва иностранных дел, и затем — правителя дел Экспедиции церемониальных дел М-ва императорского двора; по прошению, уволен от службы с 03.06.1879, с пожалованием в чин тайного советника. С 24.10.1848 был женат на девице Юлии Андреевне Штер, дочери действительного статского советника Андрея Петровича Штер, старшего цензора С.-Петербургского почтамта и правителя делами Секретной экспедиции при Почтамте. В браке имел сыновей: Михаила (р. 19.11.1849), Федора (р. 04.12.1851) и Николая (р. 10.08.1855);
- родной племянник и младший брат предыдущего — статкий советник (высочайший приказ от 06.05.1859, старшинство с 23.11.1858) Сергей Михайлович Кудрявцев (11.10.1821 — 19.05.1898), помещик с. Фоминского Московского у. Он служил чиновником особых поручений при главноначальствующем над Почтовым деп-том, то есть при родном дяде — Ф. И. Прянишникове. После его смерти причислен к Министерству внутренних дел и с 29.08.1868 назначен чиновником особых поручений VI класса при министре, по делам почтового управления. По прошению, приказом министра от 29.11.1868, уволен от службы — с мундиром, присвоенным должности, с 15.11.1868; высочайшим приказом от 20.12.1868, произведён, за отличие, в действительные статские советники, со старшинством с 13.12.1868. Он был женат на девице Зинаиде Федоровне Петровой (1828 — 21.02.1898), дочери поручика и мещовской помещице. В браке имел сыновей: Сергея (27.01.1851 — август 1891), Фёдора (03.06.1856 — 27.01.1903), и старшую дочь — Зинаиду (12.06.1849 — ?), с 28.07.1878 была замужем за кандидатом Московского у-та Конрадом Конрадовичем Греве (03.02.1848 — 12.07.1915), будущим действительным статским советником и многолетним директором Елецкой мужской гимназии. В браке имела сына Платона (р. 23.12.1885);
- родные племянницы — две сестры, девицы Вера (25.02.1807 — 05.01.1884) и Надежда (17.01.1810 — 09.12.1882) Семеновны Походяшины, дочери обер-берг-гауптмана V класса и кавалера Семена Михайловича Походяшина (1767 — после 05.12.1832), старшего советника первого д-та Уральского горного правления и девицы Софьи Ивановны Прянишниковой. Относительно последних наследниц — В. С. и Н. С. Походяшиных, известно, что их отец с 21.02.1804 женился на старшей сестре Ф. И. Прянишникова — Софье, и овдовел 07.05.1811, оставшись с двумя малолетними дочерьми на руках. С. М. Походяшин происходил из купеческого сословия, выслужил дворянство. Он был внуком богатейшего верхотурского 1-й гильдии купца и стройщика, храмостроителя, туринского землевладельца, горнозаводчика и винного откупщика Максима Михайловича Походяшина (1708—1781), который в 1776 подавал прошение о даровании ему и детям его прав дворянства, ввиду чего побуждался к пожертвованию денег на строительство двух фрегатов для Азовского флота у крепости Св. Дмитрия (Ростова на Дону). Родоначальник купеческо-дворянского рода Походяшиных — Дмитрий, в 1670-х служил дьячком Николаевского м-ря г. Верхотурья. Его праправнук — С. М. Походяшин, образование получил домашнее; по прошению, в 1782 вступил в службу солдатом л.-гвардии Семёновского полка; из полковых сержантов в 1786 переведён вахмистром л.-гвардии Конного полка; с 01.01.1787 из гвардии вахмистров уволен в отставку, с пожалованием чина армии капитана. После раздела (состоялся 15.05.1791) родными дядьями — Николаем и Григорием Максимовыми Походяшиными, наследственного капитала (в том же — 1791, проданных казне медеплавильных, железоделательных и винокуренных заводов, находившихся в общем их владении в наместничествах Пермском и Тобольском, за 2 500 000 руб., с 10-летней рассрочкой платежей), в течение шести лет изучал горное дело в Саксонии. В 1799 определён на службу маркшейдером турьинских рудников (Васильевского, Фроловского и Суходойского), некогда находившихся во владении его деда; в 1801 прикомандирован членом присутствия Богословского банкового заводоначальства; с производством в чин бергмейстера VIII класса, в январе 1802 назначен младшим членом Пермского горного начальства ведомства Берг-коллегии (впоследствии Пермское, затем — Уральское, горное правление, ведомства М-ва финансов) и служил в том ведомстве до 1.01.1833; 21.02.1804 в церкви Рождества Богородицы с. Камасино венчался с 30-летней Софьей Ивановной Прянишниковой, дочерью отставного действительного статского советника И. Д. Прянишникова; из обер-берг-мейстеров VII класса с 25.07.1806 произведён в чин берг-гауптманы VI класса, с оставлением в должности; при упразднении в 1807 Берг-коллегии и разделении Пермского горного начальства на департаменты Пермского горного правления, определён младшим советником (заместителем начальника) 1-го деп-та (хозяйственного, распорядительного и исполнительного) в то время, как старшим советником (начальником) 2-го деп-та (судебного), в том же чине берг-гауптмана VI класса, был назначен Василий Данилович Прянишников, родной дядя С. И. Походяшиной, под начальством которого в должности секретаря департамента служил коллежский секретарь Степан Васильевич Попов, по-видимому, брат девицы Натальи Васильевны Поповой, жившей в семье Евдокии Ивановны Походяшиной, матери С. М. Походяшина (семьи верхотурских купцов и их потомков, выслуживших дворянство: Походяшиных, управлявших их делами — Зеленцовых, и учеников Зеленцовых — Поповых, состояли в близком родстве); с 01.01.1815 на вакансию назначен старшим советником (начальником) 1-го деп-та Пермского горного правления и состоял в той должности до 01.01.1833; высочайшим указом от 31.12.1825, пожалован кавалером орд. Св. Владимира 4-й ст.; из берг-гауптманов VI класса с 03.04.1828 пожалован в чин обер-берг-гауптмана V класса (ранг статского советника), с оставлением в должности; с 05.02.1818 — директор (учредитель) Пермского отделения Российского библейского о-ва, совместно с В. Д. Прянишниковым и др. лицами; почётный член Императорского О-ва испытателей природы при Московском у-те. Девицы В. С. и Н. С. Походяшины, рано оставшись без матери, в детстве воспитывались под присмотром бабушки — купеческой вдовы Евдокии Ивановны Походяшиной, а впоследствии жили в семье дяди — Ф. И. Прянишникова, в С.-Петербурге и там же умерли девицами. По материалам с.-петербургских газет, сёстры были известны как благотворительницы: В. С. Походяшина завещала капиталы в пользу С.-Петербургской Николаевской детской больницы и в пользу О-ва вспоможения бедным в приходе церкви Св. Троицы лейб-гвардии Измайловского полка; Н. С. Походяшина завещала 3 600 руб. в облигациях Одесского городского кредитного о-ва на учреждение одной пансионерской кровати в с.-петербургской Богадельне в память совершеннолетия наследника цесаревича Николая Александровича, причём, согласно завещанию, пожертвование делалось в память действительного тайного советника Ф. И. Прянишникова и супруги его, Веры Александровны, и высочайшим повелением от 28.04.1884, С.-Петербургскому попечительном совету заведений общественного призрения разрешено было принять пожертвованный капитал для исполнения воли завещательницы; обе сестры стали учредительницами Публичной епархиальной читальни-библиотеки при С.-Петербургском о-ве распространения религиозно-нравственного просвещения в духе Православной церкви, завещая 600 руб. на её устройство. Ф. И. Прянишникова могло связывать с семейством С. М. Походяшина и увлечение просветительством и масонством: девицы В. С. и Н. С. Походяшины были внучатыми племянницами надворного советника Григория Максимовича Походяшина, одного из видных масонских филантропов России конца XVIII — начала XIX вв., известного тем, что он полностью растратил на масонские прожекты наследованный семейный капитал от продажи винокуренных и горных заводов, разорился и умер в нищете. Знаменитая библиотека Ф. И. Прянишникова содержала около тысячи томов одних только масонских сочинений, деньги на издание которых, по иронии судьбы, жертвовал Г. М. Походяшин, чей родной брат — отставной московский обер-провиантмейстер Николай Максимович, домовладелец в Мясницкой, Тверской и Пресненской частях города, был женат на девице Каролине Антоновне Энгельгардт, помещице Софийского (впоследствии Царскосельского) уезда С.-Петербургской губ. (по купчей от 21.06.1788, явленной 25.01.1789 в Софийском уездном суде, коллежского советника Ивана Лазаревича Лазарева недвижимое имение, состоящее Софийского у., по Шлиссельбургской дороге, от С.-Петербурга на 8-й версте загородная дача, в коей дворовых и крестьян муж. пола 35, женского 30 душ, купила за 24 000 руб.) и родной сестре Егора Антоновича Энгельгардта, второго директора Царскосельского лицея. Позже тайная советница Вера Александровна Прянишникова, по купчей от 12.06.1842, совершенной в С.-Петербургской гражданской палате, от наследников камер-фурьерши VI класса Анны Кузьминичны Китаевой (1762 — 02.01.1824), жены камер-фурьера VI класса Якова Кузьмича Китаева (1768 — 09.10.1828), в Царском Селе купила состоящее во 2-й части, 3-го квартала, под № 197 домовладение, за 6 857 руб. серебром; в январе 1870 действительная тайная советница, вдова В. А. Прянишникова, подарила Императорской Публичной библиотеке библиографическое собрание мужа, в том числе масонские издания, часть которого была передана в другие российские библиотеки и в Сербию.